# Roman Hagara
Roman Hagara  (Wenen, 30 april 1966) is een Oostenrijks zeiler.
Hagara werd samen met zijn broer Andreas in 1987 wereldkampioen in de tornado. Ondanks het feit dat ze een jaar voor de spelen wereldkampioen waren geworden, werden zij niet geselecteerd voor de Olympische Zomerspelen 1988. 
Vier jaar later maakte Hagara met zijn broer zijn olympische debuut tijdens de Olympische Zomerspelen 1992 in het Spaanse Barcelona.
In 1999 werd Hagara samen met Hans-Peter Steinacher wereldkampioen in de tornado. Een jaar later werd Hagara samen met Steinacher olympisch kampioen tijdens de spelen van Sydney. Vier jaar later tijdens de Olympische Zomerspelen 2004 in het Griekse Athene droeg Steinacher de Oostenrijkse vlag tijdens de openingsceremonie, tijdens deze spelen prolongeerde Hagara samen met Steinacher hun olympische titel in de tornado.

## Belangrijkste resultaten

### Wereldkampioenschappen
| Jaar | Plaats             | Resultaten          |
| ---- | ------------------ | ------------------- |
| 1987 | Kiel               | in de tornado       |
| 1994 | Båstad             | 7de in de tornado   |
| 1995 | Kingston (Ontario) | 8ste in de tornado  |
| 1996 | Brisbane           | 8ste in de tornado  |
| 1998 | Búzios             | 8ste in de tornado  |
| 1999 | Vallensbaek        | in de tornado       |
| 2000 | Sydney             | in de tornado       |
| 2001 | Richards Bay       | in de tornado       |
| 2002 | Martha's Vineyard  | 4de in de tornado   |
| 2003 | Cádiz              | 6de in de tornado   |
| 2004 | Palma de Mallorca  | 9de in de tornado   |
| 2005 | La Rochelle        | 11de in de tornado  |
| 2006 | San Isidro         | in de tornado       |
| 2007 | Cascais            | 20ste in de tornado |
| 2008 | Auckland           | 11de in de tornado  |
| 2010 | Portorož           | in de Extreme 40    |

### Olympische Zomerspelen
| Jaar | Plaats    | Resultaten  |
| ---- | --------- | ----------- |
| 1992 | Barcelona | 7de tornado |
| 2000 | Sydney    | tornado     |
| 2004 | Athene    | tornado     |
| 2008 | Peking    | 9de tornado |